# Піньков Дмитро Іванович
Дмитро Іванович Піньков (нар. 1915 — пом. невідомо) — радянський футболіст, воротар.

## Життєпис
Футбольну кар'єру розпочав 1936 року. На професіональному рівні дебютував 18 липня 1936 року в програному (0:3) виїзному поєдинку кубку СРСР проти миколаївського «Андре Марті». Дмитро вийшов на поле в стартовому складі та відіграв увесь матч. Наступного року разом з київським клубом дебютував у групі «Д» чемпіонату СРСР (5-й дивізіон радянського чемпіонату). У 1938 році підсилив «Динамо». У футболці одеського клубу дебютував 30 травня 1938 року в переможному (1:0) домашньому поєдинку 4-го туру Показових виступів майстрів проти московського «Буревісника». Піньков вийшов на поле в стартовому складі та відіграв увесь матч. У сезоні 1938 року зіграв 16 матчів у Групі «А» чемпіонату СРСР. У 1939 року виступав у Групі «Б» чемпіонату СРСР за харківський «Спартак» (12 матчів). Футбольну кар'єру завершив 1946 року у львівському «Спартаку».